# Gas ideale monoatomico
Le proprietà termodinamiche di un gas perfetto composto da particelle identiche, come la sua equazione di stato oppure il suo calore specifico, possono essere facilmente calcolate con i metodi della meccanica statistica; il gas perfetto è il sistema statistico più facile da modellizzare per la forma particolarmente semplice della sua Hamiltoniana, scomponibile nella somma delle hamiltoniane di singola particella composte unicamente dal termine dell'energia cinetica. Gas "perfetto" sta infatti a significare che le singole particelle non interagiscono tra loro.
Le proprietà all'equilibrio del gas non variano a seconda che si lavori con l'insieme microcanonico piuttosto che col canonico o col gran canonico.

## Gas ideale classico con il microcanonico
Si consideri un gas ideale di particelle indistinguibili in un volume {\displaystyle V}. L'hamiltoniana del sistema è:
{\displaystyle H(q_{i},p_{i})=\sum _{i=1}^{N}{\frac {\mathbf {p} ^{2}}{2m}}=\sum _{i=1}^{3N}{\frac {p_{i}^{2}}{2m}}=H(p_{i})}
Si calcoli ora {\displaystyle \Sigma (E)} tenendo conto del cosiddetto conteggio corretto degli stati introducendo un fattore {\displaystyle N!}:
{\displaystyle \Sigma (E)={\frac {1}{N!}}\int _{H\leq E}{\frac {d^{3N}qd^{3N}p}{h^{3N}}}=\left({\frac {V}{h^{3}}}\right)^{N}\int _{H\leq E}d^{3N}p}
L'integrale è esteso all'ipervolume definito dalla relazione:
{\displaystyle H(p_{i})=\sum _{i=1}^{N}{\frac {p_{i}^{2}}{2m}}\leq E}
cioè:
{\displaystyle \sum _{i=1}^{N}p_{i}^{2}\leq 2mE}
Questa relazione definisce una ipersfera {\displaystyle N}-dimensionale di raggio {\displaystyle R={\sqrt {2mE}}}. Il calcolo di questo integrale è standard, grazie all'uso dell'integrale gaussiano e della funzione gamma di Eulero:
{\displaystyle \Sigma (E)={\frac {V^{N}}{h^{3N}N!}}\cdot {\frac {\pi ^{\frac {3N}{2}}R^{3N}}{\Gamma ({\frac {3N}{2}}+1)}}}
Quindi l'entropia è:
{\displaystyle S(E,V,N)=k\ln \Sigma =k\ln \left[{\frac {V^{N}}{h^{3N}N!}}\cdot {\frac {\pi ^{\frac {3N}{2}}R^{3N}}{\Gamma ({\frac {3N}{2}}+1)}}\right]}
{\displaystyle S(E,V,N)=k\ln \left[{\frac {V^{N}}{h^{3N}N!}}\cdot {\frac {\pi ^{\frac {3N}{2}}(2mE)^{\frac {3N}{2}}}{\Gamma ({\frac {3N}{2}}+1)}}\right]}
Usando l'approssimazione di Stirling sia per il fattoriale che per la Gamma di Eulero si ottiene per l'entropia:
{\displaystyle S(E,V,N)=Nk\ln \left[{\frac {V}{N}}{\frac {e}{h^{3}}}\left({\frac {E}{N}}\right)^{\frac {3}{2}}\left({\frac {4}{3}}\pi me\right)^{\frac {3}{2}}\right]}
Le altre proprietà termodinamiche derivano da questa:
{\displaystyle {\frac {1}{T}}=\left({\frac {\partial S}{\partial E}}\right)_{V,N}={\frac {3}{2}}{\frac {Nk}{E}}\Rightarrow E={\frac {3}{2}}NkT}
{\displaystyle {\frac {P}{T}}=\left({\frac {\partial S}{\partial V}}\right)_{E,N}={\frac {Nk}{V}}\Rightarrow PV=NkT}
Da notare che senza introdurre il fattore {\displaystyle N!} si sarebbe ottenuta un'entropia non additiva (anche se l'equazione di stato e l'energia sarebbero state corrette): l'introduzione del fattore {\displaystyle N!} è giustificato quantisticamente dal calcolo delle distribuzioni di Bose-Einstein e Fermi-Dirac: entrambe tendono, nel regime classico, alla distribuzione di Boltzmann, che fa uso dell' {\displaystyle N} fattoriale.

## Gas ideale con il canonico
Si analizzerà ora che il calcolo delle proprietà del gas ideale è facilitato con il canonico. Usando la stessa hamiltoniana, si calcola la funzione di partizione canonica (inserendo il fattore di correzione di Gibbs):
{\displaystyle Z(T,V,N)={\frac {1}{N!h^{3N}}}\int d^{3N}qd^{3N}pe^{-\beta H}={\frac {V^{N}}{N!h^{3N}}}\prod _{i=1}^{3N}\int _{-\infty }^{\infty }dp_{i}e^{-\beta p_{i}^{2}/2m}}
Si opera la sostituzione {\displaystyle x={\sqrt {\beta /2m}}p_{i}} e l'integrale si riduce ad un integrale gaussiano:
{\displaystyle \int _{-\infty }^{\infty }dxe^{-x^{2}}={\sqrt {\pi }}}
per cui:
{\displaystyle Z(T,V,N)={\frac {V^{N}}{N!h^{3N}}}\left({\frac {2m\pi }{\beta }}\right)^{3N/2}={\frac {V^{N}}{N!}}\left({\frac {2\pi mkT}{h^{2}}}\right)^{3N/2}}
Si ricava ora l'energia libera di Helmholtz:
{\displaystyle F=-kT\ln Z(T,V,N)=-NkT\left[1+\ln \left({\frac {V}{N}}\left[{\frac {2\pi mkT}{h^{2}}}\right]^{3/2}\right)\right]}
dove si è usata ancora l'approssimazione di Stirling. Quindi:
{\displaystyle p=-\left({\frac {\partial F}{\partial V}}\right)_{T,N}={\frac {NkT}{V}}}
{\displaystyle S=-\left({\frac {\partial F}{\partial T}}\right)_{V,N}=Nk\left[{\frac {5}{2}}+\ln \left[{\frac {V}{N}}\left({\frac {2\pi mkT}{h^{2}}}\right)^{3/2}\right]\right]}
{\displaystyle \mu =\left({\frac {\partial F}{\partial N}}\right)_{T,V}=-kT\ln \left[{\frac {V}{N}}\left({\frac {2\pi mkT}{h^{2}}}\right)^{3/2}\right]}